# Compsospiza
A Compsospiza a madarak osztályának verébalakúak (Passeriformes) rendjébe és a tangarafélék (Thraupidae) családjába tartozó nem. A fajok besorolása vitatott, egyes rendszerezők  a Poospiza nembe sorolják ezt a két fajt is.

## Rendszerezésük
A nemet Hans von Berlepsch írta le 1893-ban, az alábbi 2 faj tartozik ide:
- Compsospiza garleppi vagy Poospiza garleppi
- Compsospiza baeri vagy Poospiza baeri